# گوانچه
گوانچه (Guanches یا Guanchis یا Guanchetos)، نام مردمان بومی جزایر قناری بود. اعتقاد بر این است که این مردمان در حدود ۱۰۰۰ پیش از میلاد یا پیش از آن به مجمع‌الجزایر نزدیک جزایر قناری مهاجرت کرده‌اند.
امروزه همه بر این نظر متفق‌القول‌اند که این مردمان به‌طور کامل از بین رفته‌اند اما با این حال هنوز هم می‌توان برخی از رسم‌ها و سنت‌های آن‌ها (همچون زبان سیلبو گومرو در جزیرهٔ لا گومرا که در آن از سوت زدن استفاده می‌شود) را در میان ساکنان امروزی جزایر قناری دید. گوانچه‌ها تنها مردمان بومی منطقهٔ ماکرونزیا پیش از ورود اروپایی‌ها به این منطقه بودند. بیشتر مردمان گوانچه در نبرد با اسپانیایی‌ها از پای درآمدند.

## پیشینه
به نظر می‌رسد که قوم گوانچه تا سدهٔ چهاردهم میلادی (آمدن اسپانیایی‌ها) تنها مردمانی بودند که در تنریف زندگی می‌کردند. نام گوانچه به مردمان هفت جزیرهٔ جزایر قناری گفته می‌شد که جزیرهٔ تنریف بزرگترین آن بود.
واژگان اندکی که از زبان آن‌ها باقی‌مانده چنین نشان می‌دهد که زبان گوانچه به زبان آمازیغی شباهت‌هایی داشته‌است. اولین منبع معتبری که از این زبان باقی مانده‌است را جهانگرد جنوایی، نیکولوسو دا رکو در سال ۱۳۴۱ میلادی نوشته که اعدادی را که گوانچه‌ها بکار می‌برده‌اند نام برده‌است.

### گزارش ادریسی
شریف ادریسی در کتاب نزهه المشتاق که در حدود سال ۱۱۵۰ میلادی برای راجر دوم (پادشاه سیسیل) نوشت چنین آورده که مقررین (یکی از خانواده‌های اندلسی در لیسبون) در یکی از سفرهای خود در اقیانوس اطلس به جزایری رسیده‌اند که مردمانی با موهای بور، صاف و بلند داشته‌اند. یکی از آن‌ها زبان عربی را می‌دانسته و آن‌ها را راهنمایی کرده تا بتوانند دوباره به قاره آفریقا برگردند.

### حمله اسپانیایی‌ها

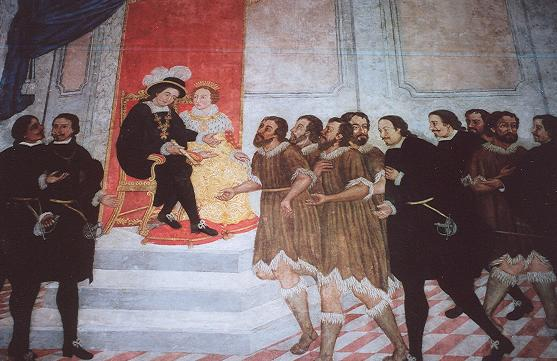
آلونسو فرناندز د لوگو شاهان اسیر شدهٔ جزیرهٔ تنریف را به دربار فردیناند و ایزابلا در اسپانیا برده‌است.

اشغالگری اسپانیایی‌ها در سال ۱۴۰۲ میلادی با سفر ژان دو بتنکور و گادیفر دو لا سال به جزیرهٔ لانزاروته شروع شد. مردمان جزایر لانزاروته و فورتونتورا دچار قحطی بودند به همین دلیل بدون نبرد تسلیم گادیفر شدند.
اما مردمان پنج جزیرهٔ دیگر از جزایر قناری در برابر اسپانیایی‌ها ایستادند. جزایر به ترتیب سقوط آن‌ها عبارتند از ال هیرو و بیمباچ، لا گومرا، گران کاناریا، لا پالما و در نهایت در سال ۱۴۹۶ جزیرهٔ تنریف.
در اولین نبرد آسنتیو (۳۱ ماه مه ۱۴۹۴)، که لا ماتانزا (به معنی سلاخی) هم نامیده شده‌است، مردمان گوانچه توانستند اسپانیایی‌ها را در دره‌ای در جزیرهٔ تنریف به دام بیندازند و همهٔ آن‌ها را به جز ۵ نفر کشتند. یکی از افرادی که زنده ماند، آلونسو فرناندز د لوگو بود که فرماندهٔ اسپانیایی‌ها در نبرد بود.
لوگو توانست بعدها با متحدینی که از جنوب بدست آورد برگردد و گوانچه‌ها را در نبرد آگور شکست دهد. او سرانجام در سال ۱۴۹۶ میلادی در نبرد دوم آسنتیو توانست بنتور (جانشین بنکومو که پادشاه پیشین بخش‌های شمالی جزیره بود) را شکست دهد و بخش‌های شمالی جزیرهٔ تنریف را به اسپانیا ملحق کند.

## بخش‌بندی‌های سیاسی

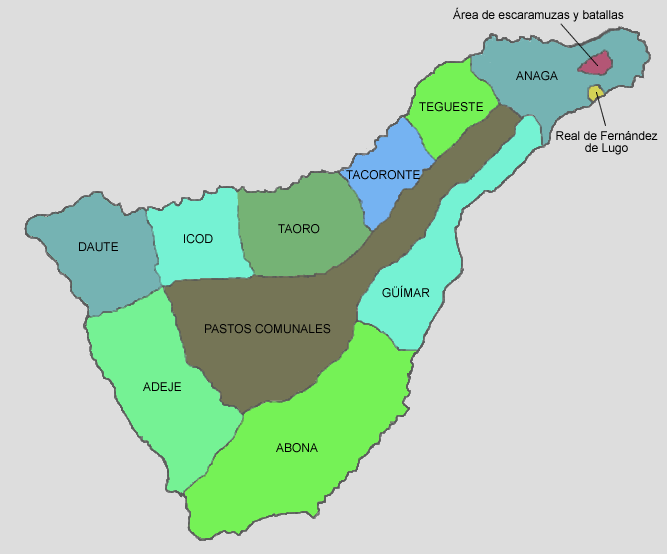
نقشهٔ سیاسی جزیرهٔ تنریف پیش از حملهٔ اسپانیایی‌ها. هر یک از بخش‌ها نشان‌دهندهٔ یک پادشاهی محلی است.

سیستم سیاسی مردمان گوانچه در جزیره‌های مختلف آن فرق می‌کرد. مثلاً در جزیرهٔ گران کاناریا سیستمی یکه‌سالاری حکومت می‌کرد و در برخی دیگر حاکمان محلی در فرایندی انتخاب می‌شدند. در جزیرهٔ تنریف تمام زمین‌ها به پادشاهان محلی متعلق بودند که به افراد زیردست خود اجاره می‌دادند. در گران کاناریا، خودکشی را امری افتخارآمیز می‌دانستند و هر پادشاهی که بر سر کار می‌آمد می‌بایست یکی از افرادش خود را از صخره‌ای به پایین پرت کند.
جزیرهٔ تنریف به نُه پادشاهی مجزا تقسیم شده‌بود که با نام منسیاتوس (menceyatos) شناخته می‌شدند و هرکدام یک شاه (Mencey) داشتند. در مراسم‌ها و جشن‌ها شاه‌ها با یکدیگر دیدار می‌کردند. در هنگام حملهٔ اسپانیایی‌ها، آن‌ها به شاهان جنوبی وعدهٔ واگذاری بخش‌های شمالی جزیره را دادند که حاصلخیزتر بود و همین باعث شد که علیه شمالی‌ها به اسپانیایی‌ها پیوستند. پس از اینکه اسپانیایی‌ها بخش‌های شمالی تنریف را گرفتند و شاهان و مردمان آن‌ها را کشتند، به وعدهٔ خود وفا نکردند و به جنوبی‌ها هم خیانت کردند.
شاهان نُه‌گانه جزیرهٔ تنریف در هنگام حملهٔ اسپانیایی‌ها چنین بودند:
- آکایمو (منسیاتوی تاکورونت)
- آدجونیا (منسیاتوی آبونا)
- آنیاترو (منسیاتوی گویمار)
- بنکومو (منسیاتوی تائورو)
- بنهارو (منسیاتوی آناگا)
- پلینور (منسیاتوی آدجه)
- پلیکار (منسیاتوی ایکود)
- رومن (منسیاتوی داوت)
- تگوست (منسیاتوی تگوست)

## لباس‌ها و جنگ‌افزارها

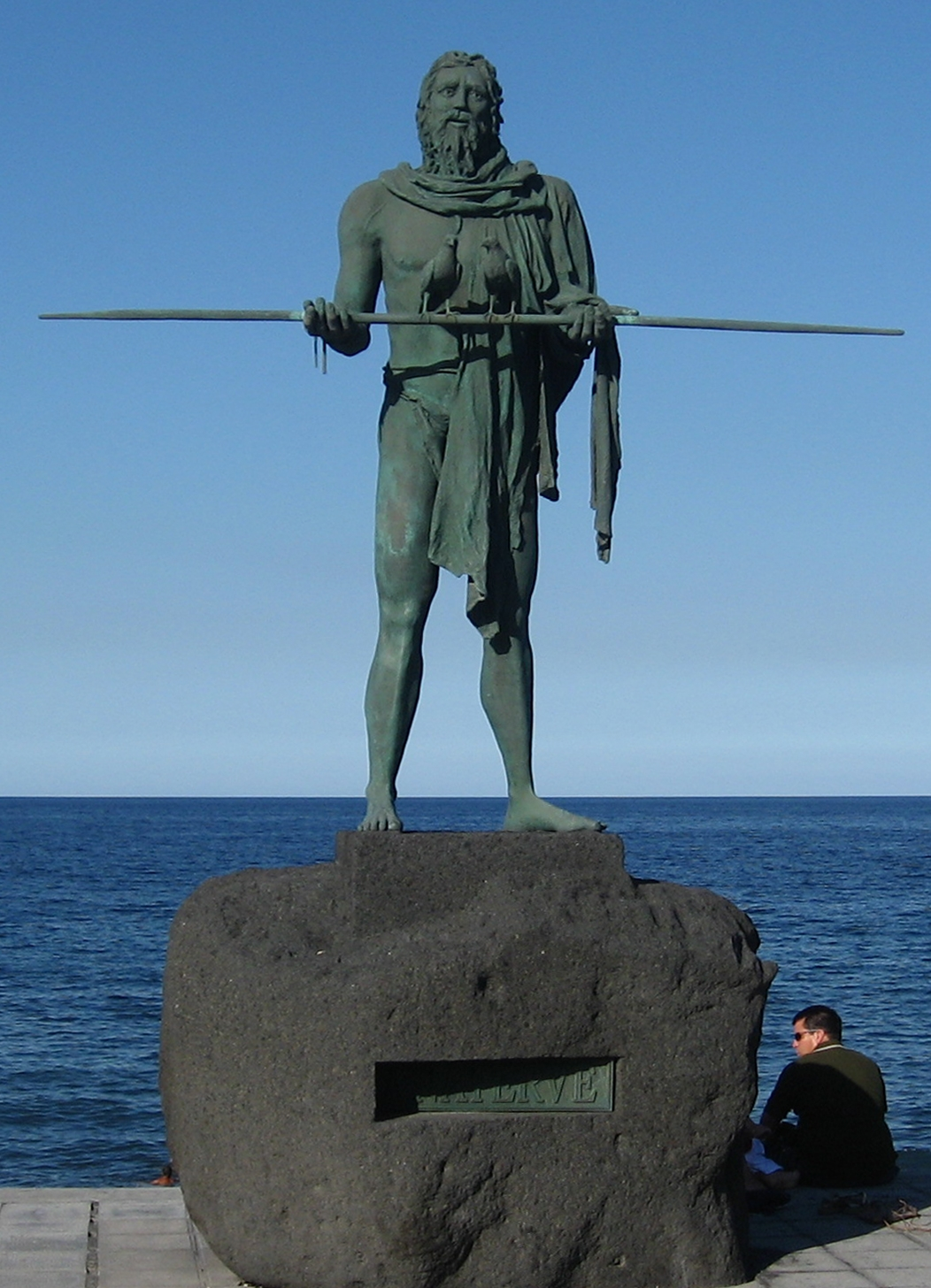
مجسمه‌ای از آنیاترو، تنریف، کاندلاریا.

مردمان گوانچه لباس‌هایی از پوست بز و بافته‌هایی از الیاف گیاهی با نام تامارکوس برتن می‌کرده‌اند که در مقبره‌هایی در تنریف نمونه‌هایی از آن‌ها کشف شده‌است. آن‌ها گردن‌بندها و آذین‌بندهایی از چوب، استخوان و صدف نیز در برمی‌کرده‌اند.
جنگ‌افزارهای مردمان گوانچه بیشتر از موادی بود که از داخل جزیره بدست می‌آمد. (همچون چوب و سنگ‌های ابسیدین) نیزه‌هایی با طول یک تا دو متر، سنگ‌های صاف‌شدهٔ مدور، سپر و چماق نیز مورد استفاده بودند. در هنگام حملهٔ اروپایی‌ها، نجیب‌زادگان گران کاناریا با شمشیرهای چوبی بزرگی می‌جنگیدند که آن‌ها را مگیدو می‌نامیدند و گفته شده در برابر پیاده‌نظام و سواره‌نظام بسیار مؤثر بوده‌است. در کنار این جنگ‌افزارها معمولاً چاقویی از سنگ ابسیدین نیز حمل می‌شده که تابونا نام داشته‌است.

## مومیایی‌ها

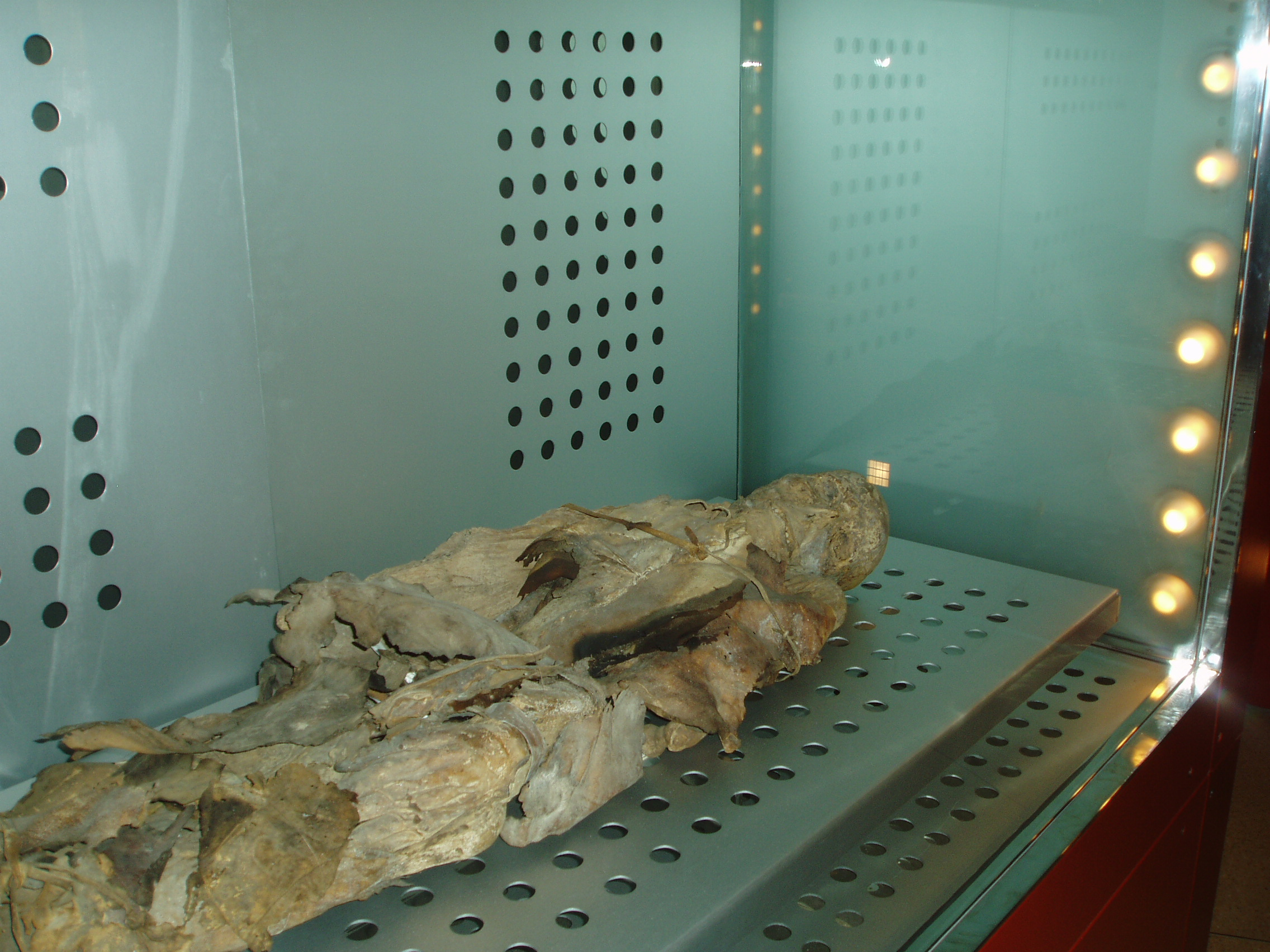
گوانچه مومیایی در موزه طبیعت و انسان در سانتا کروز د تنریف.

گمانه مومیایی عمدتاً خشک باقی‌مانده از اعضای مردم گنجشک بومی جزایر قناری است. مومی گانچ در طول دوران قبل از سکونت اسپانیایی این منطقه در قرن ۱۵ ساخته شد. روش‌های شستشو شبیه به آنهایی است که توسط مصریان باستان استفاده می‌شود، اما مومیایی‌های کمتر از گوانش به علت غارت و بی رحمی باقی می‌مانند.
مامیزه در جزایر قناری در طول گوانچه دوره محدود به تانریف، گران کاناریا، لا گومرا، و ال هیرو بود. مومیایی‌ترین محافظت شده و به همین ترتیب مومیایی‌ترین مورد مطالعه در تانریف یافت شد.